# Galveston (film)
Pour les articles homonymes, voir Galveston.
Pour plus de détails, voir Fiche technique et Distribution.
Galveston est un thriller américain réalisé par Mélanie Laurent, sorti en 2018. Il s'agit de l'adaptation du roman du même nom de Nic Pizzolatto (2010), qui signe lui-même le scénario sous le pseudonyme de Jim Hammett, et du premier long métrage américain de la réalisatrice.
Le film débute en 1988 à La Nouvelle-Orléans, plus rien ne va pour le petit truand Roy Cady. Endetté, il apprend qu'il est atteint d'un cancer du poumon et que son patron l'envoie dans un traquenard évident. Roy n'a alors qu'une option : fuir. Il part alors en cavale et rencontre sur sa route Raquel Arceneaux, une jeune prostituée elle aussi écorchée par la vie. Ils se rendent à Galveston au Texas.

## Synopsis
La Nouvelle-Orléans, 1988. Roy, un tueur à gages, reçoit un diagnostic de cancer du poumon en phase terminale et sort en trombe du cabinet de son médecin. Roy est un alcoolique et son patron l'a volontairement engouffré dans un piège. Après avoir tué ses assaillants, Roy découvre Rocky, une jeune prostituée retenue captive et l'emmène à contrecœur avec lui lors de son évasion. Il retourne dans sa ville natale de Galveston, au Texas.
Sur le trajet, Rocky lui raconte qu'elle pensait que c'était une entreprise légale parce qu'elle l'a trouvée dans les pages jaunes et n'avait aucune idée de la réalité. Rocky lui rétorque qu'elle peut obtenir l'argent qui lui est dû. Après un arrêt chez Rocky, Roy entend un coup de feu, Rocky et une fille de 3 ans et demi, Tiffany, retournent à la voiture. Rocky dit qu'elle a tiré sur le mur et qu'elle n'a blessé personne. Roy découvre plus tard que Rocky a assassiné son beau-père.
Après que Roy soit parti quelques jours et se soit réconcilié avec une ex du passé, il revient pour découvrir la véritable histoire de Rocky et qu'elle (pensant qu'il est parti pour de bon) se prostitue à nouveau. Il découvre alors que Tiffany, qu'elle prétend être sa sœur, est en réalité sa fille, à la suite d'un viol de son beau-père. Il comprend enfin pourquoi elle est venue la rechercher en disant qu'elle pouvait mieux s'occuper d'elle même s'il y avait des gens qui les poursuivaient. Roy appelle son ancien patron pour le faire chanter avec des documents l'incriminant, exigeant 75 000 $ pour garder le silence. Déterminé à trouver un certaine sécurité à Galveston, il dit à Rocky qu'il lui donnera de l'argent, la convainc d'aller à l'école et de devenir quelqu'un.
Alors que Roy et Rocky commencent enfin à reconnaître leurs sentiments l'un pour l'autre lors d'un rendez-vous dans un bar local, ils sont capturés par une équipe appartenant à l'ancien patron de Roy. Ils sont séparés et Roy est sévèrement battu. Après un certain temps, son ex le retrouve et le libère, lui disant de fuir avant que quelqu'un ne le trouve. Il cherche Rocky et la retrouve morte dans une autre pièce après un passage à tabac brutal et un viol collectif. Roy s'échappe du complexe, tuant un garde du corps à l'extérieur, prenant sa voiture et son arme. Il est émotionnellement bouleversé en partant ce qui provoque un accident de voiture. Il se réveille dans un hôpital où une infirmière dit qu'il souffre en fait d'aspergillose, pas de cancer, et que son état peut être traité.
Il est alors emprisonné pour plusieurs chefs d'accusation. On le voit ensuite parler à l'avocat de son ancien patron dévoilant qu'ils savent où habite la petite fille et qu'ils la tueront ainsi que le personnel du motel s'il parle. En raison de son amour pour Rocky et l'enfant, il reste silencieux jusqu'à 20 ans plus tard, lorsqu'il sort de prison et retourne vivre à Galveston. Tiffany, maintenant adulte, se présente à sa porte alors que la ville se prépare à l'ouragan Ike. Il lui dit qu'il lui dira la vérité puis il veut qu'elle parte pour sa sécurité. Il lui explique que sa soi-disant sœur était sa mère et qu'elle n'a pas été abandonnée. Roy se dirige vers la plage alors qu'il expérimente des flashbacks de Rocky sur le bord de mer.

## Fiche technique
Sauf indication contraire, les informations mentionnées dans cette section peuvent être confirmées par la base de données cinématographiques IMDb,  présente dans la section « Liens externes ».
- Titre original : Galveston
- Réalisation : Mélanie Laurent

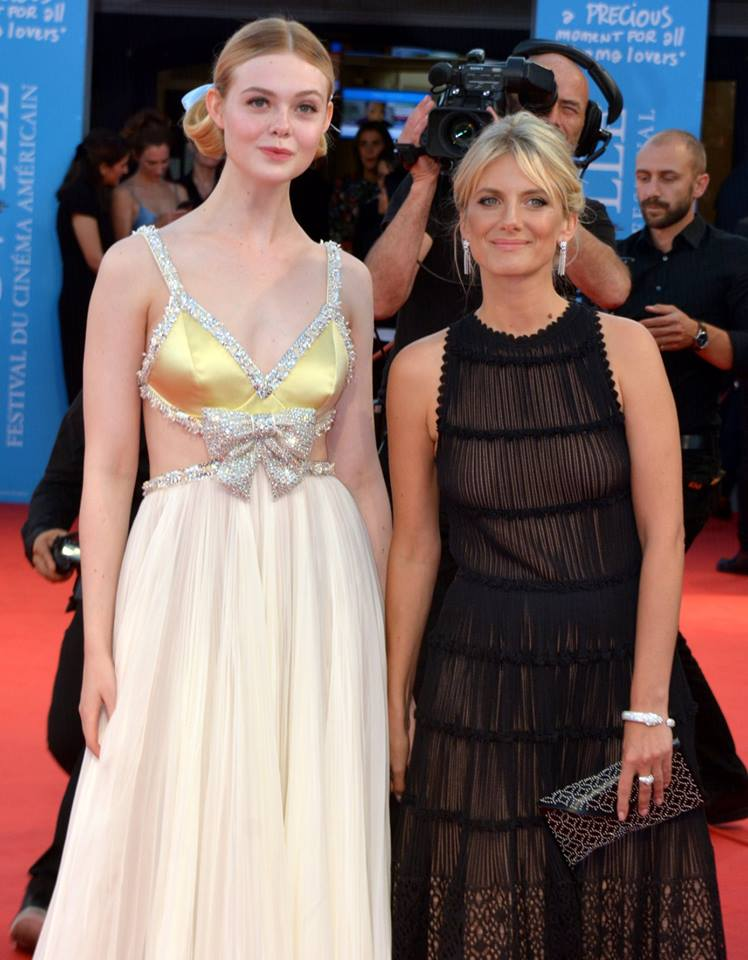
L'actrice principale Elle Fanning et la réalisatrice Mélanie Laurent lors de la présentation du film au Festival du cinéma américain de Deauville 2018.

- Scénario : Nic Pizzolatto (sous le pseudonyme de Jim Hammett), d'après son roman du même nom (2010)
- Musique : Marc Chouarain
- Décors : Lisa Myers
- Costumes : Lynette Meyer
- Photographie : Arnaud Potier
- Montage : Joseph Krings et Guerric Catala
- Production : Patrick Daly, Tyler Davidson et Jean Doumanian
  - Production associée : Bruce Hall et Karri O'Reilly
- Sociétés de production : Jean Doumanian Productions et Low Spark Films
- Sociétés de distribution : RLJE Films (États-Unis) ; The Jokers (France)
- Pays de production :  États-Unis
- Langue originale : anglais
- Genres : thriller et road movie
- Durée : 94 minutes
- Dates de sortie[1] :
  - États-Unis : 10 mars 2018 (South by Southwest Film Festival) ; 19 octobre 2018 (sortie nationale)
  - France : 10 octobre 2018

## Distribution
- Ben Foster (VF : Loïc Houdré) : Roy Cady
- Elle Fanning (VF : Zina Khakhoulia) : Raquel « Rocky » Arceneaux
- Lili Reinhart (VF : Anna Sigalevitch) : Tiffany
- Jeffrey Grover : Dr Finelli
- Mark Hicks : Lou
- Beau Bridges : Stan
- María Valverde : Carmen
- Robert Aramayo (VF : Brice Ournac) : Tray
- Adepero Oduye : Loraine
- Rhonda Johnson Dents : Nonie
- Heidi Lewandowski : Dee
- Michael John Lane : Gerald
- Oscar Gale : Butch
- Christopher Amitrano : Jay
- Samantha Bell : la fille de Gerald
- Lauran Fost : Vonda
- Tinsley Price et Anniston Price : Tiffany, jeune

## Version française
- Adaptation des dialogues : Ludovic Manchette et Christian Niemiec
- Direction artistique : Jean-Philippe Puymartin

## Production

### Développement et genèse
En novembre 2016, il est annoncé que la Française Mélanie Laurent va réaliser un film, d'après un scénario de Nic Pizzolatto (qui adapte son propre roman).

### Attribution des rôles
Les rôles principaux sont tenus par Elle Fanning et Ben Foster, alors que Matthias Schoenaerts était envisagé pour ce rôle. En février 2017, Lili Reinhart, Beau Bridges, María Valverde et Robert Aramayo rejoignent également la distribution,,.

### Tournage
Le tournage débute en février 2017 à Savannah dans l'État de Géorgie

## Accueil

### Festivals et sorties
Galveston est sélectionné et présenté en avant-première mondiale le 10 mars 2018 au festival de South by Southwest, ainsi qu'au Festival du film de Los Angeles le 23 septembre 2018, avant sa sortie nationale le 19 octobre 2018 aux États-Unis. En France, il sort le 10 octobre 2018.

### Critique
Le Point fait remarquer que c'est « le premier film américain de la réalisatrice française, adapté du livre de Nic Pizzolatto, est une bouleversante cavale dans le sud des États-Unis ». Le Figaro assure que « dans des clairs-obscurs, des paysages de poussière, dans un Sud faulknérien, Mélanie Laurent filme cette cavale désespérée avec efficacité », Renaud Baronian du Parisien le décrit à la fois « nerveux et émouvant » et Jacques Morice Télérama l’a un peu aimé même si « Elle Fanning émeut en biche blessée, outragée, courageuse malgré tout, accrochée à un semblant de joie. Mais c’est surtout Ben Foster, intense et subtil, qui hisse le film vers le meilleur. Juste après Leave No Trace (à l’affiche), il confirme qu’il est l’un des acteurs américains du moment ».
Emily Barnett des Inrockuptibles  est déçu du film : « Las, il manque surtout une boussole à cette histoire de cavale d'un gangster et d’une prostituée dans le Deep South américain. A la place, on tombe dans tous les panneaux du road movie convenu, poussif dans les scènes d’action, primaire au point de ne jamais questionner le genre auquel il appartient », ainsi que Nicolas Schaller du Nouvel Observateur : « Le résultat est embarrassant, entre poncifs du genre, dialogues explicatifs, violence caricaturale, mise en scène autosatisfaite et échappées poétiques sans étincelle. ».

### Box-office
20 000 entrées en France sur 63 cinémas. Il rapporte 190 093$ au box-office mondial.